# Yarra Trams
Yarra Trams是澳大利亚墨尔本有轨电车的运营商。负责运营墨尔本的501辆有轨电车车辆、24 条有轨电车线路以及 1,763 座有轨电车车站，是全球最大的有轨电车网络运营商。 

## 运营

### 票务
Yarra Trams与墨尔本的其他公共交通特许经营商一样，使用myki作为计费系统。其中，大部分有轨电车线路均只在1 区运行，75、86和109路电车含有在1/2区和2 区的区间。如果行程不涉及到1区，乘客可在上下车时均刷一次卡以获得较低的票价。反之，如果行程涉及到1区，则无需在下车时刷卡，系统会自动结算车费。